# Transaction Publishers
Transaction Publishers foi uma editora sediada em Nova Jersey, especializada em livros e periódicos de ciências sociais. Ela era localizada no Campus Livingston da Universidade Rutgers. A Transaction foi vendida para a Taylor & Francis em 2016 e fundida com sua marca Routledge.

## História
A Transaction foi fundada em 1º de julho de 1962, por Irving Louis Horowitz, a partir de uma bolsa multiplex patrocinada pela Fundação Ford da Universidade Washington em St. Louis. Inicialmente foi denominada Transaction: Social Science and Modern Society, pois começou atuando como uma editora acadêmica de ciências sociais. Simplificou o nome para Transaction Society e posteriormente o alterou novamente para Transaction Publishers, quando evoluiu para um escopo mais amplo, publicando livros sob o selo Transaction Books e periódicos sob o selo Transaction Periodicals Consortium, além de e-books. 
Em 1969, a Transaction mudou-se para o recém-formado Livingston College, no campus Livingston da Rutgers University na cidade de Piscataway. Muitos editores, autores e conselheiros são oriundos do corpo docente da universidade. 
AldineTransaction foi uma marca da Transaction Publishers. Anteriormente uma divisão da Walter de Gruyter, a Aldine Publishing foi adquirida pela Transaction em julho de 2004, e os livros foram então publicados sob o selo AldineTransaction. A AldineTransaction publicou livros clássicos nas áreas de sociologia, antropologia, economia, sociobiologia, antropologia física e políticas públicas. Adquiriu listas de livros da Precedent Publishers em 2009 e do Rutgers Center for Urban Policy Research (CUPR) em 2011.
A Transaction já publicou periódicos acadêmicos, incluindo seu periódico principal, Society; no entanto, a Transaction vendeu seu programa de publicação de periódicos para a Springer Science+Business Media em 2007.
Em 2010, a Universidade Estadual da Pensilvânia anunciou que os "Arquivos Irving Louis Horowitz–Transaction Publishers, 1939–2009" estariam abertos para pesquisa pública nas Coleções Históricas e Arquivos Trabalhistas (HCLA) da Biblioteca de Coleções Especiais da Família Eberly, Bibliotecas Universitárias da Universidade. O arquivo documenta a expansão da pesquisa em ciências sociais ao longo do último meio século.
Seu fundador permaneceu como presidente do conselho e diretor editorial da Transaction até sua morte em 2012.
Em 1º de fevereiro de 2017, passou a fazer parte da Routledge.